# Austronesiërs
De Austronesiërs of Austronesische volkeren, soms aangeduid als Austronesisch-sprekende volkeren, zijn een grote groep mensen in Taiwan, Maritiem Zuidoost-Azië, Micronesië, de kust van Nieuw-Guinea, de eilanden van Melanesië, Polynesië en Madagaskar, die Austronesische talen spreken. Austronesische minderheden zijn ook te vinden in Vietnam, Cambodja, Myanmar, Thailand, Hainan, de Comoren, en de Torreseilanden. De landen en gebieden die voornamelijk worden bevolkt door Austronesisch sprekende volkeren, worden soms gezamenlijk Austronesië genoemd.
Op basis van de huidige wetenschappelijke consensus vinden de Austronesiërs hun oorsprong in een prehistorische migratie over zee, bekend als de Austronesische uitbreiding, van pre-Han Taiwan, rond 3000 tot 1500 v.Chr. Austronesiërs bereikten de meest noordelijke regio's van de Filipijnen, met name de Batanes-eilanden, rond 2200 v.Chr. Austronesiërs waren het eerste volk dat zeiltechnologieën bedacht voor op zee (met name catamarans, uitleggerboten, lashed-lug botenbouw en het krabklauwzeil), die hun snelle verspreiding in de eilanden van de Indo-Pacifische regio mogelijk maakte. Vanaf 2000 v.Chr. assimileerden ze (of werden ze geassimileerd door) de eerdere  Negrito-, Orang Asli- en Papoea-populaties. Ze reikten tot Paaseiland in het oosten, Madagaskar in het westen, en Nieuw-Zeeland in het zuiden. Mogelijk hebben ze zelfs Amerika bereikt.
Afgezien van taal, delen Austronesische volkeren op grote schaal culturele kenmerken, waaronder tradities en technologieën zoals tatoeëren, paalwoningen, jade snijwerk, moeraslandbouw en verschillende rotskunstmotieven. Ze delen ook gedomesticeerde planten en dieren die met de migraties werden meegevoerd, waaronder rijst, bananen, kokosnoten, broodvruchten, Dioscorea-yams, taro, papiermoerbei, kippen, varkens en honden.

## Geografische distributie
Austronesiërs waren de eerste mensen die zeegaande zeiltechnologieën uitvonden, waardoor ze een groot deel van de Indo-Pacifische regio konden koloniseren. Vóór het 16e-eeuwse koloniale tijdperk was de Austronesische taalfamilie de meest wijdverbreide taalfamilie ter wereld, die de halve planeet besloeg, van Paaseiland in de oostelijke Stille Oceaan tot Madagaskar in de westelijke Indische Oceaan.

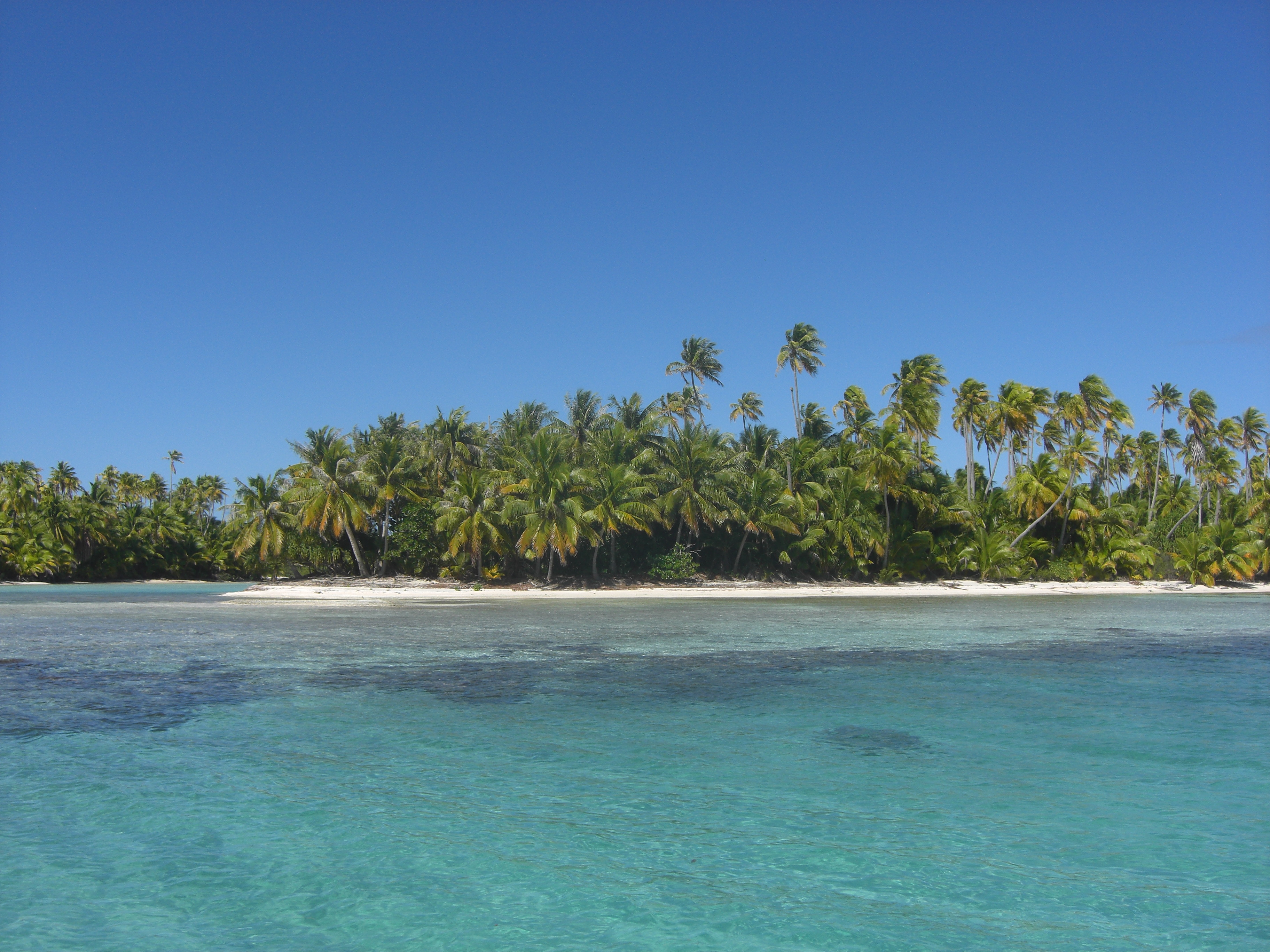
Kokosnoten op het eiland Rangiroa in de Tuamotuarchipel, Frans-Polynesië, een typisch eilandlandschap in Austronesië. Kokosnoten komen oorspronkelijk uit tropisch Azië en werden door Austronesiërs als kanoplanten naar de eilanden in de Stille Oceaan en Madagaskar verspreid.

Austronesische talen worden tegenwoordig gesproken door ongeveer 386 miljoen mensen (4,9% van de wereldbevolking), waarmee het de op vier na grootste taalfamilie is qua aantal sprekers. De belangrijkste Austronesische talen met het hoogste aantal sprekers zijn Maleis (Indonesisch en Maleisisch), Javaans en Filipijns (Tagalog). De familie telt 1.257 talen, de op één na grootste van alle taalfamilies.
De geografische regio die inheemse Austronesisch sprekende populaties omvat, wordt soms Austronesië genoemd. Andere geografische namen voor verschillende subregio's zijn onder meer het Maleisisch schiereiland, de Grote Soenda-eilanden, de Kleine Soenda-eilanden, de eilanden van Melanesië, het insulair Zuidoost-Azië (ISEA), de Indische Archipel, het maritiem Zuidoost-Azië (MSEA), Melanesië, Micronesië, het Nabije Oceanië, Oceanië, de eilanden in de Stille Oceaan, het Afgelegen Oceanië, Polynesië en Wallacea. In Indonesië en Maleisië wordt de nationalistische term Nusantara ook in de volksmond gebruikt voor hun eilanden.

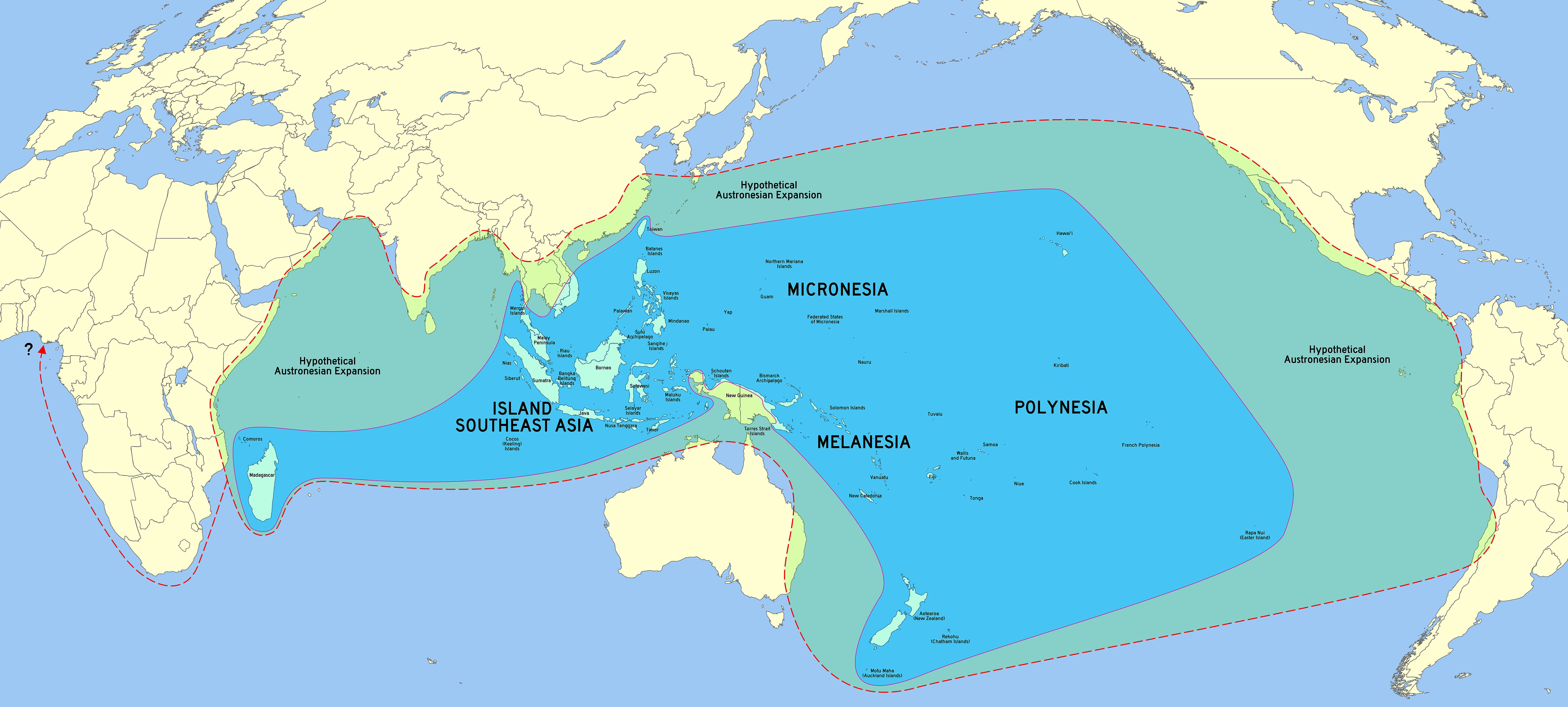
Omvang van hedendaags Austronesië en mogelijke verdere migraties en contact (Blench, 2009)

Austronesische regio's zijn bijna uitsluitend eilanden in de Stille en Indische Oceaan, met overwegend tropische of subtropische klimaten met aanzienlijke seizoensgebonden regenval. Ze hadden een beperkte penetratie in het binnenland van grote eilanden of vastelanden.
Tot de Austronesiërs behoren de inheemse volken van Taiwan, de meerderheid van etnische groepen in Brunei, Oost-Timor, Indonesië, Madagaskar, Maleisië, Micronesië, de Filipijnen en Polynesië. Ook inbegrepen zijn de Maleiers van Singapore; de Polynesiërs van Nieuw-Zeeland, Hawaï en Chili; de Straat Torres-eilanders van Australië; de niet-Papoea-volkeren van Melanesië en de kust van Nieuw-Guinea; de Shibushi- sprekers van de Comoren, en de Malagasi- en Shibushi-sprekers van Réunion. Ze zijn ook te vinden in regio's van Zuid-Thailand, de Cham- gebieden in Vietnam en Cambodja, en delen van Myanmar. Bovendien bracht migratie in het moderne tijdperk Austronesisch-sprekende mensen naar de Verenigde Staten, Canada, Australië, het Verenigd Koninkrijk, Continentaal Europa, de Cocoseilanden (Keeling), Zuid-Afrika, Sri Lanka, Suriname, Hainan, Hongkong, Macau en Zuidwest-Azië.
Sommige auteurs stellen ook verdere nederzettingen en contacten in het verleden in gebieden voor die tegenwoordig niet worden bewoond door Austronesische sprekers. Deze variëren van waarschijnlijke hypothesen tot zeer controversiële claims met minimaal bewijs. In 2009 stelde Roger Blench een uitgebreide kaart van Austronesië samen die deze beweringen omvat op basis van verschillende bewijzen, zoals historische verslagen, leenwoorden, geïntroduceerde planten en dieren, genetica, archeologische vindplaatsen en materiële cultuur. Ze omvatten gebieden zoals de Pacifische kust van Amerika, Japan, de Yaeyama-eilanden, de Australische kust, Sri Lanka en de kust van Zuid-Azië, de Perzische Golf, enkele eilanden in de Indische Oceaan, Oost-Afrika, Zuid-Afrika en West-Afrika.

## Lijst van Austronesische volkeren

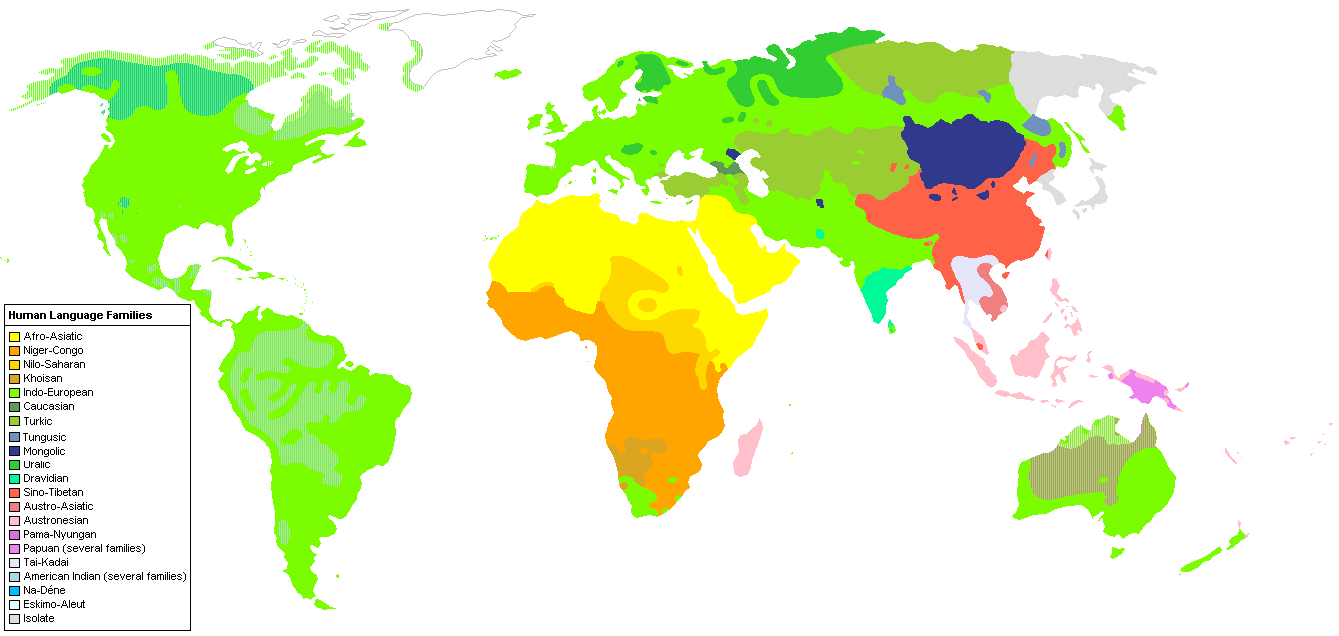
Kaart van de verspreiding van de Austronesische taalfamilie (lichtroze). Het komt ruwweg overeen met de verspreiding van de Austronesische volkeren.

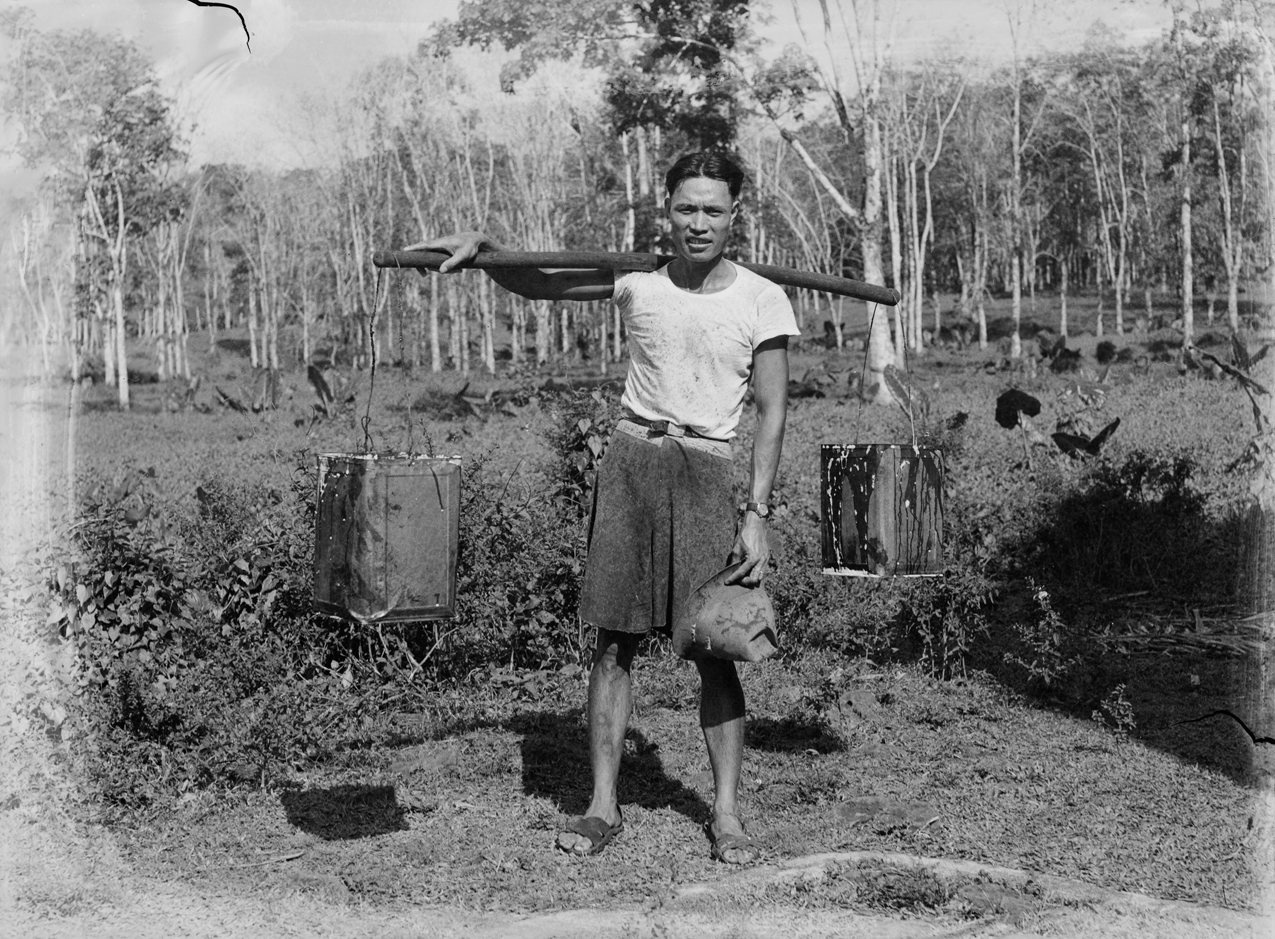
Samoaanse man met twee containers over zijn schouder

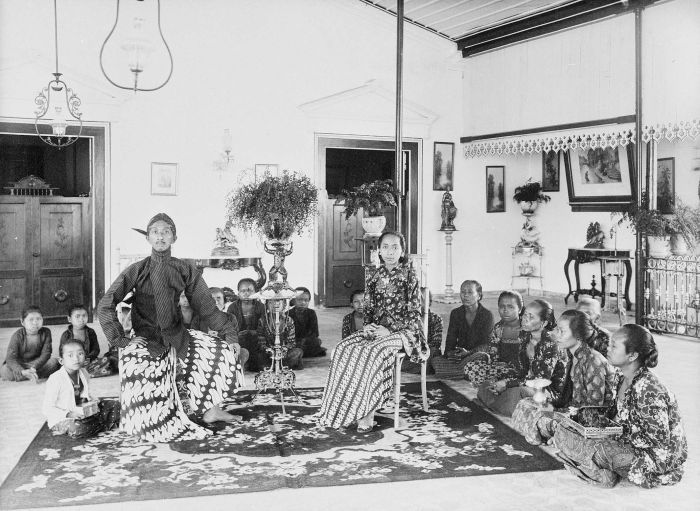
De Javanen van Indonesië zijn de grootste Austronesische etnische groep.

Tot de Austronesische volkeren behoren de volgende groepen, gesorteerd op naam en geografische locatie (onvolledig):
- Formosaans: Taiwan (bijv. Amis, Atayal, Bunun, Paiwan, gezamenlijk bekend als de inheemse volken van Taiwan).
- Malayo-Polynesisch:
  - Borneo-groepen (bijv. Kadazan-Dusun, Murut, Iban, Bidayuh, Dajaks, Lun Bawang/Lundayeh)
  - Chamische groep: Cambodja, Hainan, Cham-gebieden van Vietnam (restanten van het Koninkrijk Champa, dat over Centraal- en Zuid-Vietnam uitstrekte), alsmede Atjeh in het noorden van Sumatra (bijv Atjehnezen, Chams, Jarai, Utsuls).
  - Centrale Luzon- groep: (bijv. Kapampangan, Pangasinan, Sambal.)
  - Igorot (Cordillerans): Cordilleras (bijv. Balangao, Ibaloi, Ifugao, Itneg, Kankanaey).
  - Lumad: Mindanao (bijv. Kamayo, Manobo, Tasaday, T'boli).
  - Malagassiërs: Madagaskar (bijv. Betsileo, Merina, Sihanaka, Bezanozano).
  - Melanesiërs: Melanesië (bijv. Fijiërs, Kanak, Ni-Vanuatu, Salomonseilanden).
  - Micronesiërs: Micronesië (bijv. Caroliniërs, Chamorro, Palauanen).
  - Moken: Myanmar, Thailand.
  - Moro: Bangsamoro (Mindanao & Sulu-archipel, bijv. Maguindanao, Maranao, Tausug, Sama-Bajau).
  - Noordelijke laaglanders van Luzon (bijv. Ilocano, Ibanag, Itawes).
  - Polynesiërs: Polynesië (bijv. Māori, Hawaïanen, Samoanen, Tonganen).
  - Zuidelijke laaglanders van Luzon (bijv. Tagalog, Bicolano)
  - Soenda-Sulawesi-etnische groepen, waaronder Maleiers, Soendanezen, Javanen, Balinezen, Batak (geografisch vallen hieronder Maleisië, Brunei, Pattani, Singapore, Cocoseilanden, delen van Sri Lanka, Zuid-Myanmar, en een groot deel van West- en Centraal- Indonesië).
  - Visayanen: Visayas en naburige eilanden (bijv. Aklanon, Boholano, Cebuano, Hiligaynon, Masbateño, Waray).

## Geschiedenis
De algemene consensus over de Austronesische oorsprong is een tweelagenmodel, waarbij een oorspronkelijke paleolithische bevolking van Zuidoost-Azië in verschillende mate werd geassimileerd door inkomende migraties van neolithische Austronesisch-sprekende volkeren uit Taiwan en Zuid-China vanaf ongeveer 4.000 v.Chr. Austronesiërs vermengden zich ook met latere migrantenpopulaties op de eilanden die ze vestigden, wat resulteerde in verdere genetische inbreng van andere volkeren. Onder de groepen waarmee de Austronesiërs zich vermengden behoorden de Austroaziatische-sprekende volkeren in het westen van maritiem Zuidoost-Azië (Malakka, Sumatra, Borneo en Java); de Bantoevolken in Madagaskar en de Comoren; evenals Japanse, Indische, Arabische, en Han-Chinese handelaren en migranten in de recentere eeuwen.

### Paleolithicum
De  moderne mens vestigde zich in Insulair Zuidoost-Azië in het paleolithicum, na migratieroutes langs de kust, die vermoedelijk vóór 70.000 v.Chr begonnen, lang vóór de ontwikkeling van de Austronesische culturen. Deze populaties werden gekenmerkt door een donkere huid, krullend haar en een korte gestalte, waardoor Europeanen dachten dat ze verwant waren aan Afrikaanse pygmeeën. Genetische studies hebben echter aangetoond dat ze nauwer verwant zijn aan andere Euraziatische populaties dan aan Afrikanen. Ze waren ooit ook aanwezig op het vasteland van China en Taiwan, maar hun populaties zijn nu uitgestorven of geassimileerd.

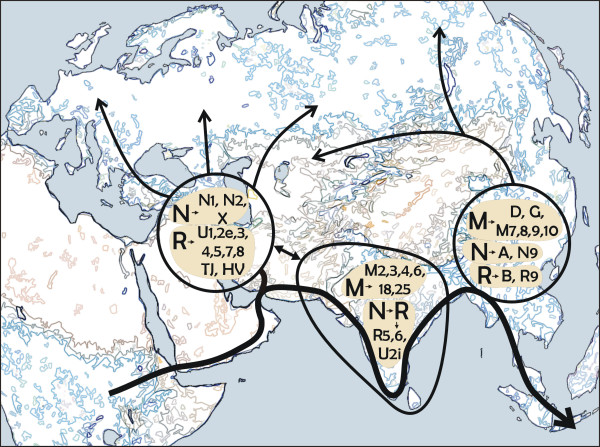
Vertegenwoordiging van het kustmigratiemodel, met de indicatie van de latere ontwikkeling van mitochondriale haplogroepen

Deze vroege bevolkingsgroepen hadden oorspronkelijk geen vaartuigtechnologie en konden dus alleen de smalle zeeën tussen de eilanden oversteken met primitieve drijvers of vlotten (waarschijnlijk bamboe- of houtvlotten) of door middel van toevallige manieren. Ze vestigden zich in wat nu eilanden zijn, voornamelijk door landmigraties naar de laaggelegen kustvlaktes van Soendaland en Sahoel, waarvan de meeste nu onder water zijn.
Vooral in de diepere wateren van de Wallacelijn, Weberlijn en Lydekkerlijn lagen eilanden die zelfs met de lagere zeespiegels van de laatste ijstijd nog niet verbonden waren met het vasteland van Azië. 

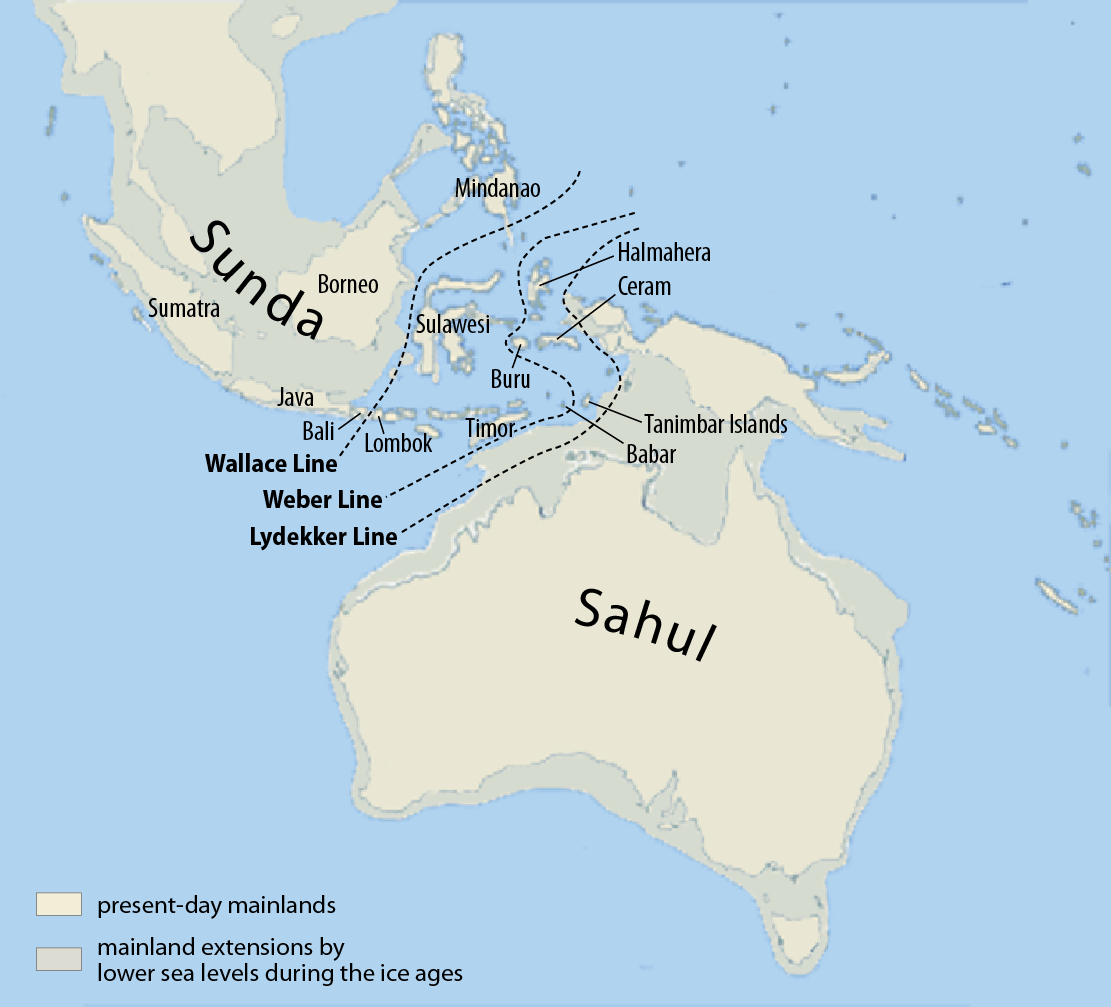
Kustlijnen van Insulair Zuidoost-Azië, Nieuw-Guinea en Australië tijdens de laatste ijstijd

Mensen bereikten de eilanden in Wallacea evenals de landmassa van Sahoel (Australië en Nieuw-Guinea) rond ongeveer 53.000 v.Chr. (sommigen suggereren zelfs oudere data tot 65.000 v.Chr.). 45.400 jaar geleden hadden mensen de Bismarck-archipel bereikt. De oudste bevestigde menselijke fossielen in de Filipijnen zijn afkomstig uit de Tabon-grotten van Palawan, gedateerd rond 47.000 v.Chr. Eerder werd aangenomen dat het vroegste vermeende teken van moderne mensen in Zuidoost-Azië afkomstig is van de Callao-grot in het noorden van Luzon op de Filipijnen, gedateerd rond 67.000 v.Chr. In 2019 werden de overblijfselen echter geïdentificeerd als behorend tot een nieuwe soort archaïsche mens, Homo luzonensis.
Deze mensen werden in het verleden over het algemeen Australo-Melanesiërs genoemd. De terminologie is echter problematisch omdat ze genetisch divers waren en de meeste groepen in Austronesië over een significante vermenging met Austronesiërs en Austronesische cultuur beschikken. Tot de minder vermengde afstammelingen van deze groepen behoren tegenwoordig de binnenlandse Papoea's en inheemse Australiërs.

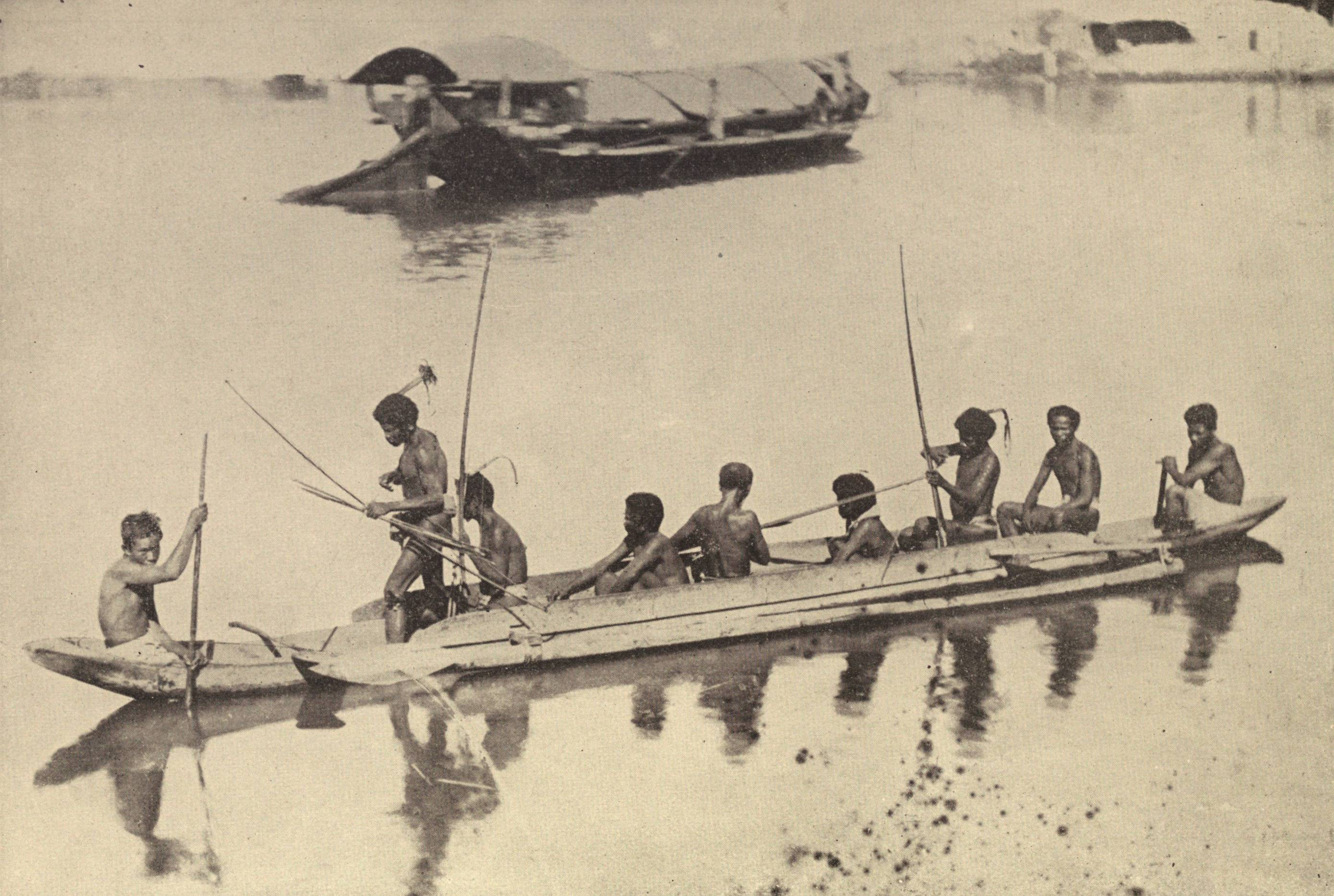
Aeta-vissers in een uitleggerkano op Luzon, Filipijnen (c. 1899)

In de moderne literatuur worden afstammelingen van deze groepen in Insulair Zuidoost-Azië ten westen van Halmahera gewoonlijk gezamenlijk aangeduid als Negrito's, terwijl afstammelingen van deze groepen ten oosten van Halmahera (met uitzondering van inheemse Australiërs) worden aangeduid als Papoea's. Ze kunnen ook worden onderverdeeld in twee brede groepen op basis van de vermenging met de Denisovamens. Filipijnse negrito's, Papoea's, Melanesiërs en inheemse Australiërs vertonen een vermenging met de Denisovanmens, terwijl Maleisische en West-Indonesische negritos (Orang Asli) en Andamanese eilandbewoners dat niet doen.
Deze populaties waren genetisch verschillend van de latere Austronesiërs, maar door een vrij uitgebreide populatievermenging hebben de meeste moderne Austronesiërs verschillende niveaus van afkomst van deze groepen. Hetzelfde geldt voor sommige populaties die historisch gezien als "niet-Austronesiërs" werden beschouwd, zoals Filipijnse Negritos, Orang Asli en Austronesisch-sprekende Melanesiërs, hoewel deze allemaal een Austronesisch mengsel hebben. Bij Polynesiërs in afgelegen Oceanië, bijvoorbeeld, is de genetische vermenging ongeveer 20 tot 30% Papoea en 70 tot 80% Austronesisch. De Melanesiërs in het Nabije Oceanië zijn ruwweg ongeveer 20% Austronesisch en 80% Papoea, terwijl bij de inboorlingen van de Kleine Soenda-eilanden de vermenging ongeveer 50% Austronesisch en 50% Papoea is. Evenzo variëren in de Filipijnen de groepen die traditioneel als Negrito worden beschouwd, met tussen de 30 en 50% Austronesisch.
De hoge mate van assimilatie onder Austronesische, Negrito- en Papoea-groepen geeft aan dat de Austronesische uitbreiding grotendeels vreedzaam was. In plaats van gewelddadige ontheemding, gingen de kolonisten en de inheemse groepen in elkaar op. Er wordt aangenomen dat het in sommige gevallen, zoals in de Toalecultuur van Sulawesi (ca. 8.000-1.500 v.Chr.), zelfs nauwkeuriger is om te zeggen dat de dichtbevolkte inheemse groepen van jager-verzamelaars de inkomende Austronesische boeren absorbeerden, in plaats van het tegenovergestelde.
Mahdi (2017) gebruikte de term Qata (van Proto-Malayo-Polynesisch *qata) om de inheemse bevolking van Zuidoost-Azië te onderscheiden, versus Tau (van Proto-Austronesisch *Cau) voor de latere kolonisten uit Taiwan en het vasteland van China. Beide namen zijn gebaseerd op proto-vormen voor het woord persoon in Malayo-Polynesische talen die respectievelijk verwezen naar donkere en lichtere huid-groepen. Jinam et al. (2017) stelde in plaats van Negrito de term First Sundaland People voor als een meer accurate naam voor de oorspronkelijke bevolking van Zuidoost-Azië. Mahdi (2016) stelt verder dat Proto-Malayo-Polynesisch *tau-mata (persoon) is afgeleid van een samengestelde protovorm *Cau ma-qata, een combinatie van Tau en Qata en indicatief voor de vermenging van de twee voorouderlijke bevolkingstypen in deze regio's.

### Neolithisch China

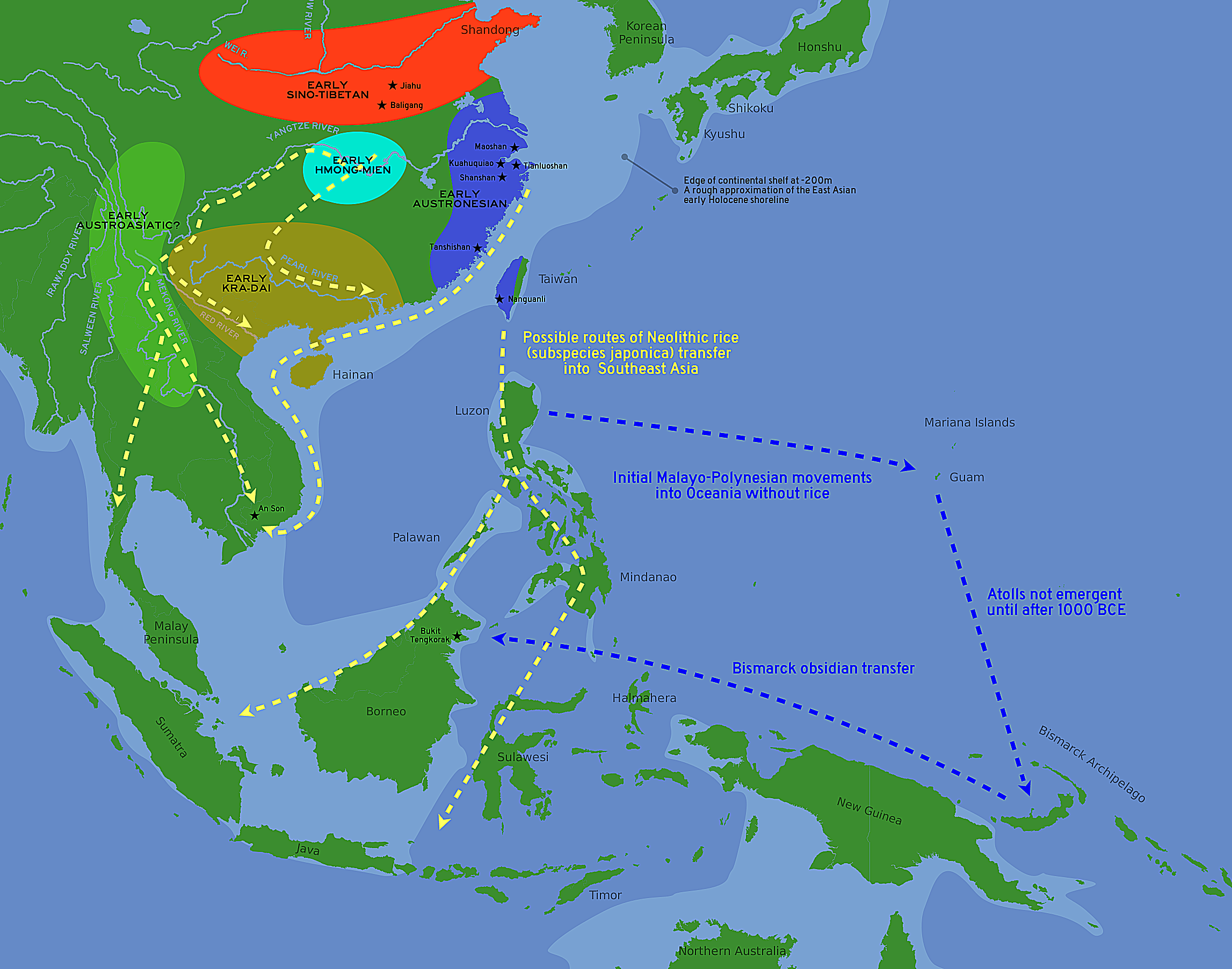
Mogelijke thuislanden van de taalfamilies en de verspreiding van rijst in Zuidoost-Azië (ca. 5,500-2,500 v.Chr.). De geschatte kustlijnen tijdens het vroege Holoceen worden weergegeven in lichter blauw.

De algemene consensus over de Urheimat (thuisland) van de Austronesische volkeren tijdens het neolithicum is dat dit Taiwan was, inclusief de Pescadores. Aangenomen wordt dat ze afstammen van populaties op het vasteland aan de kust van Zuid-China, die worden aangeduid als pre‑Austronesiërs. Door deze pre-Austronesiërs delen Austronesiërs ook gemeenschappelijke voorouders met naburige groepen in neolithisch Zuid-China.
Deze neolithische pre-Austronesiërs van de kust van Zuidoost-China worden verondersteld tussen ongeveer 10.000-6000 v.Chr. naar Taiwan te zijn gemigreerd. Ander onderzoek heeft gesuggereerd dat de Austronesiërs mogelijk pas in 4000 v.Chr. (Dapenkengcultuur) van het vasteland van China naar Taiwan trokken. Ze bleven tot 1.500 v.Chr. regelmatig contact houden met het vasteland.
De identiteit van de neolithische pre-Austronesische culturen in China is omstreden. De zuidwaartse uitbreiding van de Han-dynastie vanaf de 2e eeuw v.Chr. en de recente annexatie van Taiwan door de Qing-dynastie (1683 n.Chr.) hebben de vroegere culturen grotendeels verdrongen. Tegenwoordig is de enige Austronesische taal in Zuid-China het Tsat op Hainan. Het sinocentrisme van de Chinese archeologie is ook problematisch, met name foutieve reconstructies van niet-Sinitische vindplaatsen als Han door sommige Chinese archeologen. Sommige auteurs, die de voorkeur geven aan het Vanuit Soendaland-model, zoals William Meacham, verwerpen de oorsprong van de pre-Austronesiërs op het vasteland van zuidelijk China volledig.
Op basis van taalkundig, archeologisch en genetisch bewijsmateriaal, worden Austronesiërs niettemin het sterkst geassocieerd met het begin van de landbouwculturen van de Yangtzevlakte, die rijst rond 13.500 tot 8.200 v.Chr. domesticeerden. Ze vertonen typische Austronesische technologische kenmerken, waaronder het verwijderen van tanden, het zwartmaken van tanden, jadesnijden, tatoeages, paalwoningen, geavanceerde botenbouw, aquacultuur, waterlandbouw en de domesticatie van honden, varkens en kippen. Tot deze landbouwculturen behoren de Kuahuqiao, Hemudu, Majiabang, Songze, Liangzhu en Dapenkeng-culturen die de kustgebieden tussen de Yangtzedelta en de Mindelta bezetten.

### Historische periode

Koningin Liliuokalani, de laatste soevereine monarch van het Koninkrijk Hawaï

Aan het begin van het eerste millennium na Christus begonnen de meeste Austronesische inwoners van maritiem Zuidoost-Azië handel te drijven met India en China. De overname van het hindoeïstische staatsmodel maakte de oprichting mogelijk van geïndiseerde koninkrijken zoals Taroemanagara, Champa, Butuan, Langkasuka, Melayu, Srivijaya, Mataram, Majapahit en Bali. Tussen de 5e en 15e eeuw werden het hindoeïsme en het boeddhisme de belangrijkste religies in de regio. Er wordt gedacht dat moslimhandelaren van het Arabische schiereiland de islam in de 10e eeuw introduceerden. De islam werd in de 16e eeuw gevestigd als de dominante religie in de Indonesische archipel. De Austronesische bewoners van het Nabije Oceanië en het Afgelegen Oceanië werden niet beïnvloed door deze culturele uitwisseling en behielden hun inheemse cultuur.
Het Koninkrijk Larantuka op Flores, Oost-Nusa Tenggara was het enige christelijke (rooms-katholieke) inheemse koninkrijk in Indonesië en in Zuidoost-Azië, met de eerste koning genaamd Lorenzo.
West-Europeanen op zoek naar specerijen en goud koloniseerden later de meeste Austronesisch-sprekende landen van de Aziatisch-Pacifische regio, te beginnen vanaf de 16e eeuw met de Portugese en Spaanse kolonisatie van de Filipijnen, Palau, Guam, de Marianen en sommige delen van Indonesië (het huidige Oost-Timor); de Nederlandse kolonisatie van de Indonesische archipel; de Britse kolonisatie van Maleisië en Oceanië; de Franse kolonisatie van Frans-Polynesië; en later het Amerikaanse bestuur van de Stille Oceaan.
Ondertussen begonnen de Britten, Duitsers, Fransen, Amerikanen en Japanners in de 19e en vroege 20e eeuw met het vestigen van invloedssferen op de eilanden in de Stille Oceaan. De Japanners vielen later het grootste deel van Zuidoost-Azië en sommige delen van de Stille Oceaan binnen tijdens de Tweede Wereldoorlog. De tweede helft van de 20e eeuw leidde tot de onafhankelijkheid van het hedendaagse Indonesië, Maleisië, Oost-Timor en veel van de Pacifische eilandstaten, evenals de hernieuwde onafhankelijkheid van de Filipijnen.

## Austronesische uitbreiding

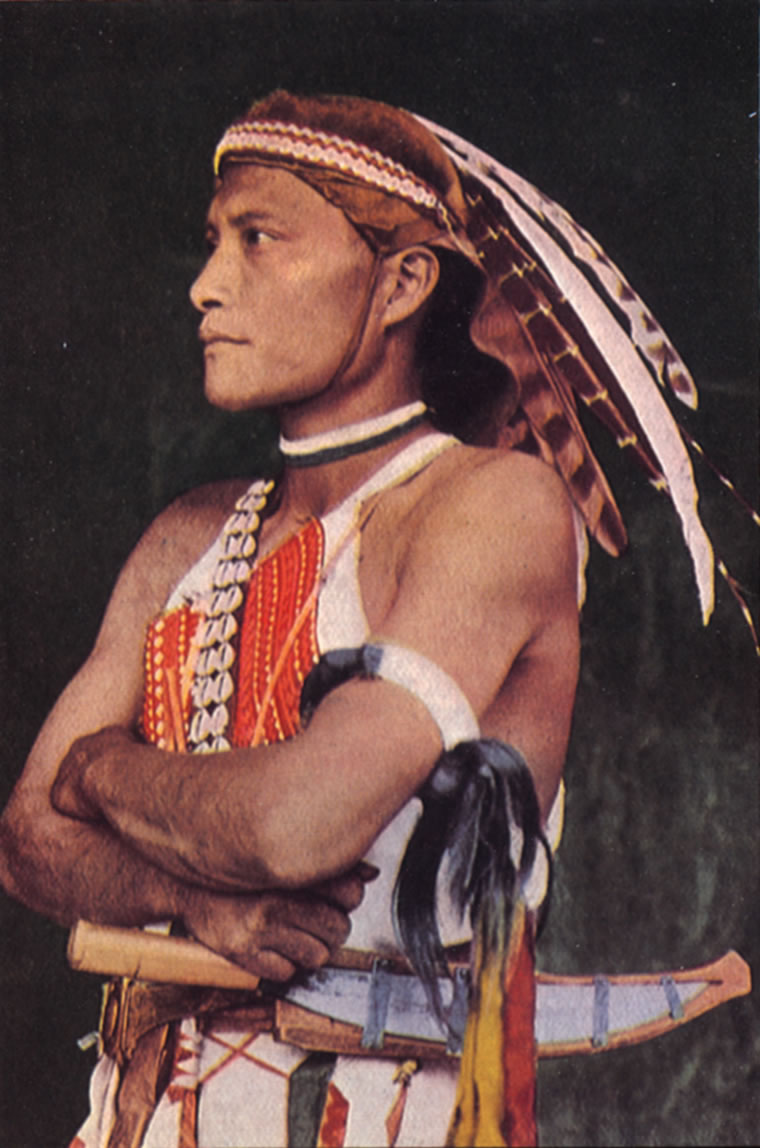
Ingekleurde foto van een Tsou-krijger van Taiwan die traditionele kleding draagt (vóór de Tweede Wereldoorlog)

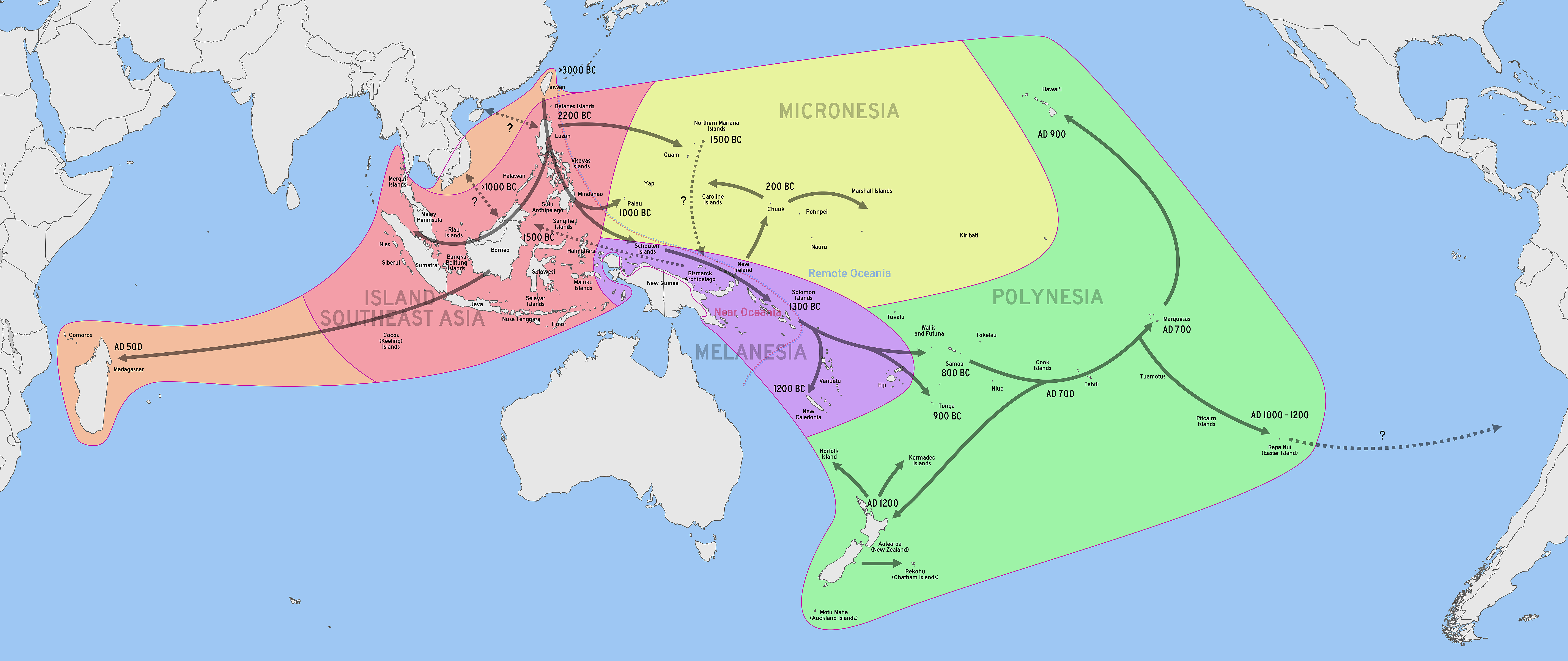
Kaart van de migratie van de Austronesiërs

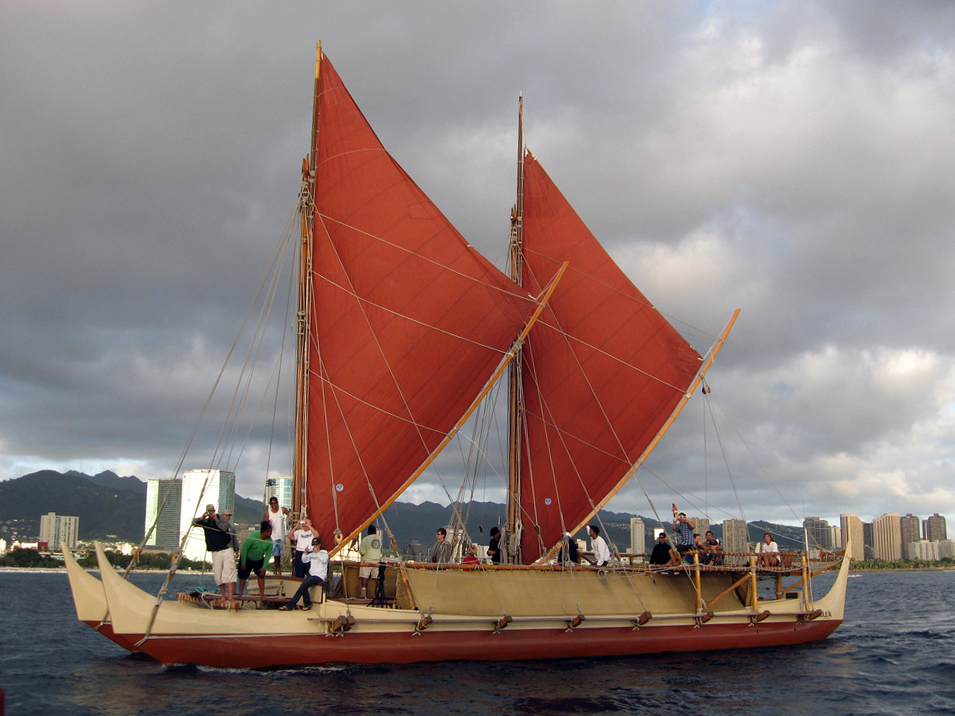
Hokule'a, een moderne replica van een Polynesische dubbelwandige reiskano, is een voorbeeld van een catamaran, een van de vroege zeilinnovaties van de Austronesiërs

De Austronesische uitbreiding (ook wel het Vanuit-Taiwan-model genoemd) is een grootschalige migratie van Austronesiërs vanuit Taiwan, die plaatsvond rond 3000-1500 v.Chr. Deze migratie werd vooral gevoed door bevolkingsgroei. Deze eerste kolonisten landden in het noorden van Luzon in de Filipijnse archipel, en vermengden zich met de vroegere Australo-Melanesische bevolking die de eilanden sinds ongeveer 23.000 jaar eerder bewoonde. In de volgende duizend jaar migreerden Austronesische volkeren zuidoostwaarts naar de rest van de Filipijnen en naar de eilanden van de Celebeszee, Borneo en Indonesië. De Austronesiërs die zich westwaarts door Maritiem Zuidoost-Azië verspreidden, koloniseerden ook delen van het vasteland van Zuidoost-Azië.
Kort nadat ze de Filipijnen hadden bereikt, koloniseerden de Austronesiërs de Noordelijke Marianen tegen 1500 v.Chr. en Palau en Yap tegen 1000 v.Chr. Ze werden de eerste mensen die het afgelegen Oceanië bereikten. Een andere belangrijke migratietak werd gevormd door de Lapitacultuur, die zich tegen 1200 v.Chr. snel verspreidde naar de eilanden voor de kust van Noord-Nieuw-Guinea en naar de Salomonseilanden en andere Melanesische eilanden. Ze bereikten de Polynesische eilanden Samoa en Tonga rond 900 tot 800 v.Chr. Dit bleef de verste omvang van de Austronesische uitbreiding in Polynesië tot ongeveer 700 n.Chr. toen er een nieuwe golf van eilandkolonisatie plaatsvond. Ze bereikten de Cookeilanden, Tahiti en de Marquesaseilanden tegen 700 n.Chr.; Hawaï met 900 n.Chr.; Rapa Nui tegen 1000 n.Chr.; en Nieuw-Zeeland tegen 1200 n.Chr. Er is ook vermeend bewijs, gebaseerd op de verspreiding van de zoete aardappel, dat Austronesiërs Zuid-Amerika hebben bereikt vanuit Polynesië, waar ze handel dreven met Amerikaanse Indianen.
In de Indische Oceaan zeilden ze vanuit Maritiem Zuidoost-Azië naar het westen. De Austronesische volkeren bereikten Madagaskar tegen ca. 50-500 n.Chr. Wat hun route betreft is het mogelijk dat de Austronesiërs rechtstreeks van Java over de Indische Oceaan naar Madagaskar kwamen. Het is ook mogelijk dat ze via de Malediven zijn gegaan waar het bewijs van oud-Indonesisch bootontwerp en visserijtechnologie tot op heden gevonden kan worden.

### Vanuit Soendaland-hypothese
Een concurrerende hypothese voor het Vanuit Taiwan-model is de Vanuit Soendaland-hypothese. Bekende voorstanders zijn onder meer William Meacham, Stephen Oppenheimer en Wilhelm Solheim. Om verschillende redenen stelden ze voor dat de thuislanden van de Austronesiërs binnen het insulair Zuidoost-Azië lagen, met name in de landmassa van Soendaland die aan het einde van de laatste ijstijd verdronk door de stijgende zeespiegel. Voorstanders van deze hypothese wijzen op de oude oorsprong van mtDNA in Zuidoost-Aziatische populaties, daterend van vóór de Austronesische uitbreiding, als bewijs dat Austronesiërs afkomstig waren van insulair Zuidoost-Azië.
Deze hypothese werd echter verworpen door studies met behulp van sequencing van het hele genoom, waaruit is gebleken dat alle ISEA-populaties genen hadden die afkomstig waren van de oorspronkelijke Taiwanezen. In tegenstelling tot de bewering van een zuid-naar-noordmigratie volgens Vanuit Sundaland-hypothese, bevestigde de nieuwe analyse van het gehele genoom sterk de noord-naar-zuidverspreiding van de Austronesische volkeren volgens de heersende Vanuit Taiwan-hypothese. De onderzoekers wezen er verder op dat, hoewel mensen al minstens 40.000 jaar in Soendaland wonen, de Austronesische mensen recent zijn gearriveerd. De resultaten van de eerdere studies hielden geen rekening met vermenging met de oudere maar niet-verwante Negrito- en Papoea- populaties.

## Relaties tot andere groepen
Op basis van taalkundig bewijs zijn er voorstellen gedaan om Austronesiërs te koppelen aan andere taalfamilies in taalkundige macrofamilies die relevant zijn voor de identiteit van de pre-Austronesische populaties. Het meest opvallend zijn de verbindingen van Austronesiërs met de naburige Austroaziatische, Kra-Dai en Sino-Tibetaanse volkeren (respectievelijk als Austrisch, Austro-Tai en Sino-Austronesisch). Deze voorstellen worden niet algemeen aanvaard omdat het bewijs van deze relaties zwak is en de gehanteerde methoden omstreden zijn.

### Austrische hypothese
Ter ondersteuning van zowel de Austrische als de Austro-Tai-hypothese, verbond Robert Blust de neolithische Austro-Tai-entiteit van de benedenloop van de Yangtze met de rijst-cultiverende Austro-Aziatische culturen. Daarbij gaat hij ervan uit dat het centrum van de domesticatie van rijst in Oost-Azië en het vermeende Austrische thuisland zich in het grensgebied Yunnan/Birma bevonden in plaats van het stroomgebied Yangtze, zoals meestal wordt aangenomen. Volgens die opvatting was er een oost-west genetische afstemming, als gevolg van een op rijst gebaseerde bevolkingsuitbreiding, in het zuidelijke deel van Oost-Azië: Austroaziatisch - Kra-Dai - Austronesisch, waarbij het niet-verwante Sino-Tibetaans een meer noordelijk gebied bezette. Afhankelijk van de auteur hebben andere hypothesen ook andere taalfamilies zoals Hmong-Mien en zelfs Japans-Riukiuaans in de grotere Austrische hypothese opgenomen.

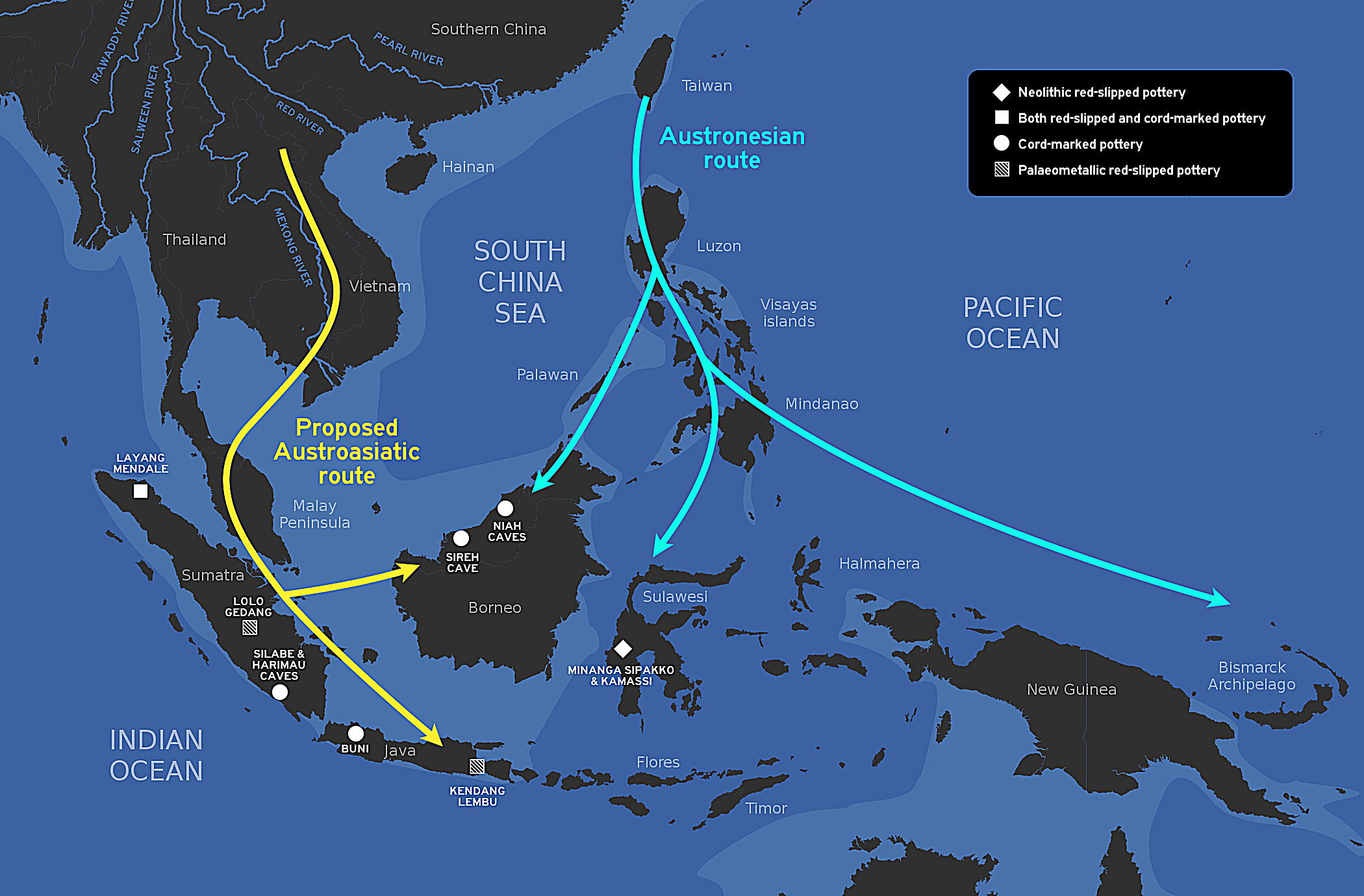
Voorgestelde routes van Austroaziatische en Austronesische migraties naar Indonesië (Simanjuntak, 2017)

Terwijl de Austrische hypothese omstreden blijft, is er genetisch bewijs dat ten minste in het westen van insulair Zuidoost-Azië er eerder Neolithische migraties over land waren geweest (voor 4000 v.Chr.) door Austroaziatisch-sprekende volkeren in wat nu de Grote Soenda-eilanden zijn, toen de zeespiegel lager was in het vroege Holoceen. Deze volkeren werden taalkundig en cultureel geassimileerd door inkomende Austronesische volkeren in wat nu hedendaags Indonesië en Maleisië is.

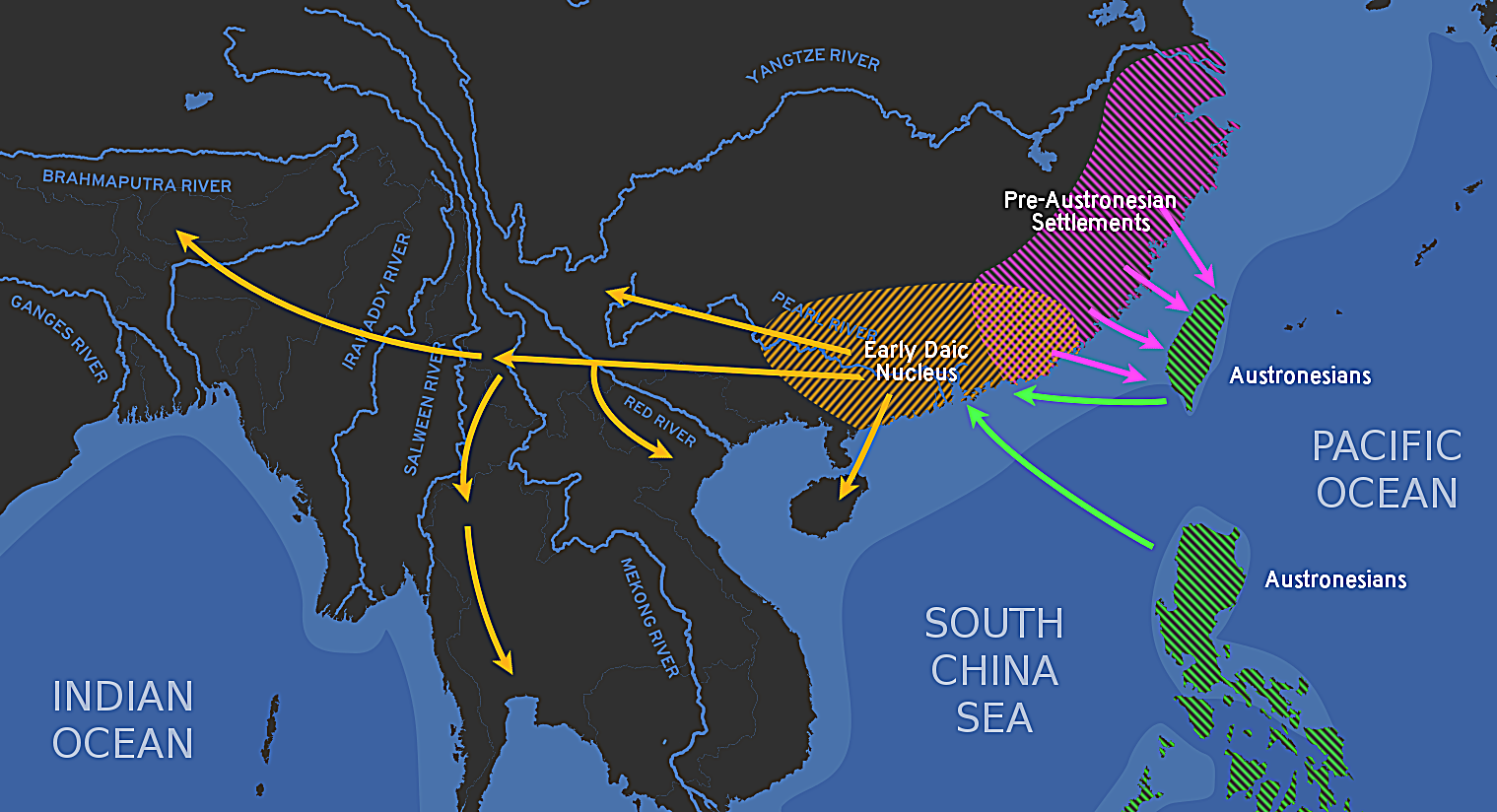
Voorgestelde ontstaansgeschiedenis van Daische-talen en hun relatie met Austronesiërs (Blench, 2018)

Verschillende auteurs hebben ook gesuggereerd dat Kra-Dai-sprekers in feite een oude dochtersubgroep van Austronesiërs kunnen zijn die kort na de Austronesische uitbreiding terug migreerden naar de Parelrivierdelta vanuit Taiwan en/of Luzon. Later migreerden zij verder westwaarts naar Hainan, het vasteland van Zuidoost-Azië en Noordoost-India. Zij stellen voor dat de onderscheidendheid van Kra-Dai (wat tonaal en monosyllabisch is) het resultaat was van taalkundige herstructurering als gevolg van contact met Hmong-Mien en Sinitische culturen. Afgezien van taalkundige data heeft Roger Blench ook culturele overeenkomsten tussen de twee groepen opgemerkt, zoals tatoeëren van het gezicht, tandverwijdering of vijlen, tanden zwartmaken, slangen- of draken-cultussen en de mondharpen gedeeld door de inheemse Taiwanezen en Kra -Dai-sprekers. Archeologisch bewijs hiervoor is echter schaars. Er wordt aangenomen dat dit vergelijkbaar is met wat er gebeurde met het Cham-volk, die oorspronkelijk Austronesische kolonisten waren (waarschijnlijk uit Borneo) in Zuid-Vietnam rond 2.100 tot 1.900 v.Chr., en talen spraken die vergelijkbaar waren met het Maleis. Hun talen ondergingen verschillende herstructureringen op het gebied van syntaxis en fonologie vanwege contact met de nabijgelegen tonale talen van het vasteland van Zuidoost-Azië en Hainan.
Volgens Juha Janhunen en Ann Kumar kunnen Austronesiërs zich ook in delen van Zuid- Japan hebben gevestigd, vooral op de eilanden Kyushu en Shikoku, en de Japans-hiërarchische samenleving hebben beïnvloed of gecreëerd. Er wordt gesuggereerd dat Japanse stammen zoals de Hayato, Kumaso en Azumi van Austronesische oorsprong waren. Tot op heden vertonen lokale tradities en festivals overeenkomsten met de Malayo-Polynesische cultuur.

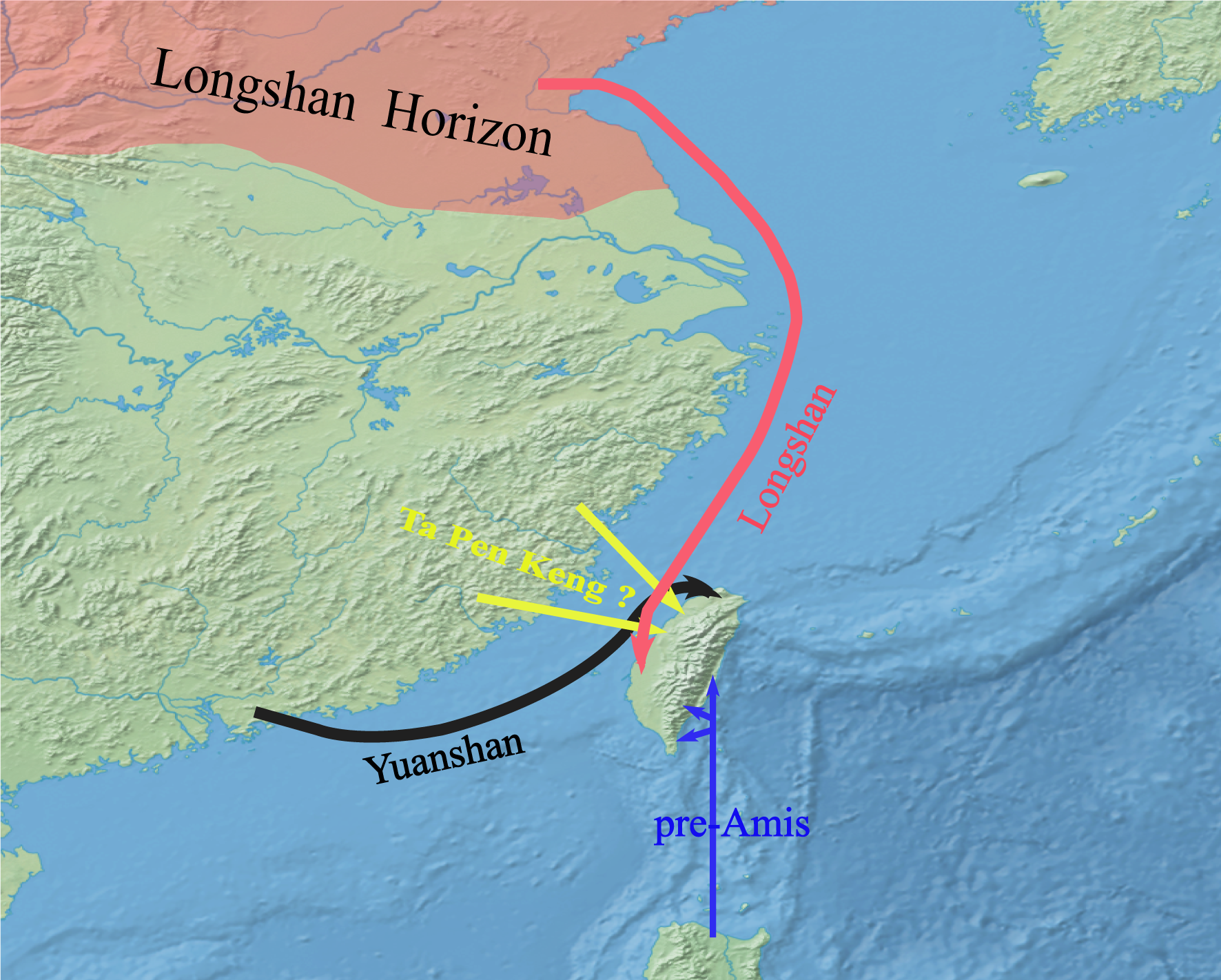
Vroege migratiegolven naar Taiwan voorgesteld door Roger Blench (2014)

### Sino-Austronesische hypothese
De Sino-Austronesische hypothese is een relatief nieuwe hypothese van Laurent Sagart, die voor het eerst werd voorgesteld in 1990. Het pleit voor een noord-zuid-linguïstische genetische relatie tussen het Chinees en het Austronesisch. Dit is gebaseerd op klankovereenkomsten in de basiswoordenschat en morfologische parallellen.  Sagart hecht een speciale betekenis aan gedeelde woordenschat over graangewassen en noemt ze als bewijs van gedeelde taalkundige oorsprong. De theorie werd grotendeels verworpen door andere taalkundigen. De klankovereenkomsten tussen Oud-Chinees en Proto-Austronesisch kunnen ook worden verklaard als gevolg van de Longshan-interactiesfeer, toen pre-Austronesiërs uit de Yangtze-regio regelmatig in contact kwamen met Proto-Sinitische sprekers op het schiereiland Shandong rond de 4e tot 3e millennia v.Chr. Dit kwam overeen met de wijdverbreide introductie van rijstteelt bij Proto-Sinitische sprekers en omgekeerd, gierstteelt voor Pre-Austronesiërs. Een Austronesisch substraat in eerdere Austronesische gebieden die na de Han-expansie zijn gesinificeerd, is ook een andere verklaring voor de overeenkomsten die geen genetische relatie vereist.
Met betrekking tot Sino-Austronesische modellen en de Longshan-interactiesfeer suggereert Roger Blench (2014) dat het enkele-migratiemodel voor de verspreiding van het neolithicum naar Taiwan problematisch is, waarbij hij wijst op de genetische en taalkundige inconsistenties tussen verschillende Taiwanese Austronesische groepen. De overlevende Austronesische populaties op Taiwan moeten eerder worden beschouwd als het resultaat van verschillende neolithische migratiegolven van het vasteland en terugmigratie vanuit de Filipijnen. Deze inkomende migranten spraken vrijwel zeker talen die verwant waren aan Austronesisch of pre-Austronesisch, hoewel hun fonologie en grammatica behoorlijk divers zouden zijn geweest.
Blench beschouwt de Austronesiers op Taiwan als een smeltkroes van immigranten uit verschillende delen van de kust van Oost-China die rond 4000 v.Chr naar Taiwan migreerden. Tot deze immigranten behoorden mensen van de Longshancultuur van Shandong (met Longshan-type culturen gevonden in het zuiden van Taiwan), de op visserij gebaseerde Dapenkengcultuur van de kust van Fujian, en de Yuanshancultuur van het noordelijkste puntje van Taiwan, waarvan Blench suggereert dat deze mogelijk afkomstig is van de kust van Guangdong. Op basis van geografie en culturele woordenschat gelooft Blench dat het Yuanshan-volk mogelijk Noordoost-Formosaanse talen heeft gesproken. Zo gelooft Blench dat er in feite geen apicale voorouder van het Austronesisch is in de zin dat er geen echte enkele Proto-Austronesische taal was die aanleiding gaf tot de huidige Austronesische talen. In plaats daarvan kwamen meerdere migraties van verschillende pre-Austronesische volkeren en talen van het Chinese vasteland (die verwant maar verschillend waren) samen om te vormen wat we nu kennen als Austronesisch in Taiwan. Daarom beschouwt Blench het enkele-migratiemodel naar Taiwan door pre-Austronesiërs als inconsistent met zowel het archeologische als het taalkundige (lexicale) bewijs.